# Heosemys grandis
La tartaruga di stagno gigante asiatica (Heosemys grandis Gray, 1860) è una specie di tartaruga della famiglia dei Geoemididi.

## Descrizione
È una delle più grandi tartarughe acquatiche dell'Asia potendo raggiungere i 450 mm di lunghezza. Il carapace varia in colorazione dal marrone al grigio-marrone al nero, con una striatura centrale più chiara. Il piastrone è giallo, e nei giovani su ogni scute sono presenti delle macchie nere da cui si irradiano delle striature nerastre. La testa è grigio-verde o marrone ed è screziata con numerose macchie gialle, arancioni o rosa, che scompaiono con l'età. È una specie erbivora che si alimenta principalmente di piante acquatiche e di alghe. Vengono deposte 4-6 uova che si schiudono dopo circa 100 giorni.

## Distribuzione e habitat
Distribuita in Cambogia, Laos, penisola malese (Malaysia occidentale), Birmania, Thailandia e Vietnam. Vive in acque correnti di varia tipologia come fiumi, torrenti, laghi, paludi e acquitrini, la si ritrova dal livello del mare fino alle acque collinari. La si può trovare non solo in acqua ma anche nascosta sotto vegetazione.

## Conservazione
Minacciata dal commercio diffuso e incontrollato nel Sud-est asiatico. In Malesia costituisce circa il 14% delle esportazioni segnalate di tartarughe d'acqua dolce. È catturata per le sue carni, per il commercio internazionale e per la crescente domanda in Cina sia come fonte alimentare che per la medicina tradizionale. È inserita in Appendice II della CITES. Numerose organizzazioni finalizzate alla conservazione stanno lavorando per proteggere le tartarughe d'acqua dolce asiatiche, come il Programma Turtle Conservation and Ecology (TCEP) in Vietnam. Il TCEP è coinvolto in una serie di attività di conservazione, tra cui la ricerca, la formazione di responsabili della protezione della fauna selvatica, e la sensibilizzazione della situazione di questo gruppo di rettili, nonché nell'istituzione di un Centro di Conservazione al Cuc Phuong National Park. Il centro riceve tartarughe confiscate dal commercio illegale ed è stato possibile reintrodurre in natura 48 Heosemys grandis.